# ピーター・オペガード
ピーター・オペガード（Peter Oppegard、1959年8月23日 - ）は、アメリカ出身の男性フィギュアスケート選手で現在はコーチ。1988年カルガリーオリンピックペア銅メダリスト。パートナーはジル・ワトソン。

## 経歴
- 当初、ヴィッキ・ヒースレイとペアを組んでいたが、1984-85年シーズンよりジル・ワトソンとペアを結成。
- 1985年、1987年、1988年全米フィギュアスケート選手権優勝。
- 1988年カルガリーオリンピックで銅メダルを獲得。
- 引退後は、ミシェル・クワンの姉カレン・クワンと結婚し現在はコーチとして活動。井上怜奈&ジョン・ボルドウィン組などを指導した。

## 主な戦績
| 大会/年      | 1984-85 | 1985-86 | 1986-87 | 1987-88 |
| ------------ | ------- | ------- | ------- | ------- |
| オリンピック |         |         |         | 3       |
| 世界選手権   | 4       | 6       | 3       | 6       |
| 全米選手権   | 1       | 2       | 1       | 1       |